# Ben Kowalewicz
Ben Kowalewicz (ur. 16 grudnia 1975 w Montrealu) – kanadyjski wokalista, członek zespołu Billy Talent.
Ma polskie korzenie – jego dziadek od strony ojca urodził się niedaleko Poznania. Początkowo grał na perkusji (gra też na gitarze) w zespole o nazwie "To Each His Own", w którym grał także inny członek BT, Jon Gallant. Gdy do zespołu dołączył Aaron Solowoniuk, Benjamin zajął się śpiewaniem. Wszyscy znali się ze szkoły, a gdy podczas konkursu talentów zagrali razem na scenie ich zespoły zaczęły się przyjaźnić (Ian grał w zespole o nazwie "Dragon Flower"). Gdy ich kapele porozpadały się około 1993 r. postanowili zmontować coś razem. Na początku nazywali się "The Other One", potem przemianowali się na "Pezz". Lecz gdy koło 1999 r. okazało się, że jest już punkowa grupa o tej nazwie, musieli wymyślić coś nowego. Ben wpadł na pomysł by nazwać się "Billy Talent". Od tej pory zespół wydał już 5 albumów studyjnych (3 z nich otrzymały status platynowej płyty) oraz dwie kompilacje koncertowe.